# Jan Kazimierz Sawicki
Jan Kazimierz Sawicki (ur. 1939, zm. 24 kwietnia 2021) – polski historyk, pisarz. Profesor Akademii Morskiej w Gdyni. Specjalizował się w historii żeglugi polskiej XX wieku. Inicjator i redaktor liczącej ponad 40 pozycji serii Księgi Floty Ojczystej.

## Życiorys
Doktoryzował się w 1971 na Uniwersytecie Gdańskim na podstawie pracy Robotnicy rolni na Pomorzu w latach 1918–1929 (promotor – Roman Wapiński). Habilitował się w 2002 na Uniwersytecie Mikołaja Kopernika w Toruniu, przedstawiając dzieło Ratownictwo morskie w Polsce, tom I (1920–1950). W 2009 uzyskał tytuł naukowy profesora.
Uhonorowany m.in.: Nagrodą Literacką im. J. Conrada (1986), nagrodą Polskiego Towarzystwa Nautologicznego za rok 1989; I Nagrodą Ministra Transportu i Gospodarki Morskiej (1990, 1992, 1995), Nagrodą Indywidualną Ministra Infrastruktury (2003), I Nagrodą Rektora WSM (1993, 1994, 1996), Nagrodą Rektora AMG (2001). W 1995 otrzymał Nagrodę Literacką Prezydenta Miasta Gdyni, w 1996 Nagrodę Polskiego PEN Clubu im. kmdr Kazimierza Szczęsnego za twórczość marynistyczną, literacką i naukową, Łódzką Komandorię Ligi Morskiej i Rzecznej (1999), Medal za Zasługi dla Marynarki Wojennej, Złoty i Srebrny Krzyż Zasługi, Srebrny Medal „Zasłużony Kulturze Gloria Artis” (2012).
Pochowany na cmentarzu Witominskim w Gdyni.

## Publikacje
- Podróże polskich statków 1939–1945
- Pod flagą komodora
- Na alianckich szlakach 1939–1945
- Odrodzenie Żeglugi Morskiej w Polsce
- Kadry morskie Rzeczypospolitej. Gdynia: Wyższa Szkoła Morska, 1994.
- Ratownictwo Morskie w Polsce, tom I i II.
- S.S. Tobruk – w konwojach śmierci. 1990.